# منتخب لوكسمبورغ لكرة القاعدة
منتخب لوكسمبورغ لكرة القاعدة هو ممثل لوكسمبورغ الرسمي في المنافسات الدولية في كرة القاعدة .